# Броз, Александр
Александар «Мишо» Броз (сербохорв. Александар «Мишо» Броз / Aleksandar «Mišo» Broz; родился 24 мая 1941 в Загребе) — хорватский дипломат и предприниматель, младший сын Иосипа Броза «Тито».

## Биография
Родился 24 мая 1941 года в Загребе. При рождении получил только кличку Миша, но в ходе войны ему дали новое имя Александар. Мать Мишо, которую звали Герта, воспитывала его первые полгода после рождения при помощи друга своего мужа, Владимира Велебита. В ноябре 1941 года мать арестовали, а сына взяла на попечение другая семья. Мать вернулась из плена в 1943 году в обмен на немецкого офицера. В следующий раз родителей Александр увидел только в 1945 году, встретившись с отцом в апреле, а с матерью — в мае.
Детство провёл в Белграде, где и жил его отец. Заботу о Мише, а также о его маленьких племянниках Йошке и Златице, взяла на себя Мария, двоюродная сестра Миши. Основную школу и гимназию Александр окончил он в Белграде, а высшее образование получил в Загребском университете на юридическом факультете. Окончив университет, он начал заниматься экономической деятельностью. Первым местом его работы была фабрика станков «Првомайска», где он работал в Отделе экспорта и был директором по внешней торговле. Работал затем и в нефтяной компании ИНА, возглавляя отдел экспорта-импорта оборудования. Занимал должность в Социалистической Республике Хорватии- работал в Министерстве иностранных дел Хорватии. С 1983 по 1993 год был заместителем президента компании ИНА.
После провозглашения независимости Хорватии получил предложение от Франьо Туджмана работать в МИДе Хорватии. Сначала был советником в МИДе, а затем работал и в различных посольствах. Известно, что он был министром советником в посольстве Хорватии в Российской Федерации, аналогичную должность занимал в посольстве Хорватии в Египте. С 2004 по 2009 годы был Чрезвычайным и полномочным послом Хорватии в Индонезии.
Женат на Мире Броз (урождённой Косинц). Есть дети: дочь Александра (родилась в 1969) и сын Андрей (родился в 1973). Внуки Сара, Лука и Зита. Проживает в настоящий момент в Загребе.